# Data Source Name
DSN (ang. Data Source Name, nazwa źródła danych) to ciąg znaków zawierający informacje o źródle danych wymagany przez ODBC do nawiązania połączenia z bazą danych. DSN jest podobny w budowie do adresu URL i zawiera takie informacje jak:
- nazwę sterownika bazy danych
- adres źródła danych
- nazwę użytkownika
- hasło
- nazwę bazy danych

Przykład prawidłowego DSN dla połączenia z bazą danych MySQL przy pomocy pakietu PEAR w skrypcie PHP:
```
mysql://jan:kowalski@odlegly_host.pl/wybrana_baza
```